# Thielavia coactilis
Thielavia coactilis är en svampart som beskrevs av Nicot 1961. Thielavia coactilis ingår i släktet Thielavia och familjen Chaetomiaceae.   Inga underarter finns listade i Catalogue of Life.